# Астрид Нялсдотер
Астрид Нялсдотер (на нордически: Ástríðr Njálsdóttir; † 1060), наричана също Аестрид, е кралица на Швеция от норвежко потекло, съпруга на Емунд Стария. Това свидетелства исландската „Сага за Хервьор“ (Hervarar saga ok Heiðreks).
Астрид е дъщеря на норвежкия ярл Нял Финсон († 1011). Около 1035 г. тя се омъжва повторно за шведския ярл Рангвалд Улфсон.